# Muhammadgarh (Staat)
Muhammadgarh (Hindi: मोहम्मदगढ़ रियासत) war einer der Fürstenstaaten der Central India Agency von Britisch-Indien in der Region Malwa im heutigen Bundesstaat Madhya Pradesh. Seine Hauptstadt war der Ort Muhammadgarh (heute im Tehsil Gyaraspur im Distrikt Vidisha gelegen). Das Fürstentum wurde 1842 aus Teilen von Kurwai und Basoda gebildet. Der Titel der Fürsten war Nawab. Muhammadgarh war bis 1947 britisches Protektorat. Das Land hatte 1901 eine Fläche von 75 km² und 3.000 Einwohner. Der Nawab vollzog am 15. Juni 1948 den Anschluss an Indien und trat am 16. Juni der Fürstenunion Madhya Bharat bei. Am 1. November 1956 wurden alle Fürstenstaaten der Union aufgelöst und dem Bundesstaat Madhya Pradesh einverleibt.